# Liste der Vizepräsidenten von Ghana
Der Vizepräsident von Ghana ist der zweithöchste Amtsinhaber innerhalb der Regierung von Ghana.
Der Vizepräsident wird, wie der Präsident von Ghana in direkter Wahl für vier Jahre gewählt. Derzeitiger Amtsinhaber ist Mahamudu Bawumia, der seit dem 7. Januar 2017 unter Präsident Nana Akufo-Addo im Amt ist.

## Voraussetzungen
Die Voraussetzungen, um sich zur Wahl zu stellen, sind in Artikel 62 der seit 1992 geltenden Verfassung Ghanas festgelegt und gelten in gleichem Maße für den Präsidenten. Der Kandidat muss:
- (a) seit Geburt ein Einwohner Ghanas sein.
- (b) mindestens 35 Jahre alt sein
- (c) alle Voraussetzungen erfüllen, die auch ein Parlamentsmitglied erfüllen muss.

Präsident und Vizepräsident werden gemeinsam gewählt. Der Präsident muss seinen Vertreter auf dem Wahlzettel benennen.
Der Vizepräsident unterstützt den Präsidenten und vertritt ihn, sobald der sich im Ausland aufhält, seines Amtes enthoben wird oder aufgrund von körperlichen oder geistigen Umständen nicht mehr in der Lage ist, sein Amt auszuüben. Ein Vizepräsident, der in der ersten Hälfte der Amtszeit zum Präsidenten ernannt wird, kann nur eine Amtszeit Präsident bleiben. Ist mehr als die halbe Amtszeit vergangen, so darf er erneut kandidieren. Diese Bedingung kam einmal zum Tragen, als John Mahama nach dem Tode von John Atta Mills im Juli 2012 zum Präsidenten ernannt wurde. Er konnte im Dezember des gleichen Jahres bei den Präsidentschaftswahlen in Ghana antreten, da er das Amt lediglich sechs Monate innehatte. 2016 wurde er erneut gewählt.

## Amtseid
Der Vizepräsident von Ghana wird von dem obersten Richter Ghana vor den Bürgern Ghanas auf dem Independence Square in Accra vereidigt. Der Vizepräsident muss dabei folgendes wiederholen:

“I,(name) having been elected to the office of Vice-President of the Republic of Ghana, do (in the name of the Almighty God swear) (solemnly affirm) that I will be faithful and true to the Republic of Ghana; that I will at all times preserve, protect and defend the Constitution of the Republic of Ghana; and I dedicate myself to the service and well-being of the people of the Republic of Ghana and to do right to all manner of persons.
I further (solemnly swear) (solemnly affirm) that should I at any time break this oath of office, I shall submit myself to the laws of the Republic of Ghana and suffer the penalty for it. (So help me God).”

„Ich, (Name), der ich in das Amt des Vizepräsidenten der Republik Ghana gewählt worden bin, schwöre (im Namen des allmächtigen Gottes) (feierlich), dass ich der Republik Ghana treu und loyal sein werde; dass ich die Verfassung der Republik Ghana jederzeit bewahren, schützen und verteidigen werde; und dass ich mich dem Dienst und dem Wohlergehen des Volkes der Republik Ghana widmen und allen Personen gegenüber Recht und Ordnung schaffen werde. 
Ich schwöre ferner (feierlich), dass ich mich den Gesetzen der Republik Ghana unterwerfen und die Strafe dafür erleiden werde, sollte ich zu irgendeinem Zeitpunkt diesen Amtseid brechen. (So wahr mir Gott helfe).“

## Pflichten
Die Pflichten des Vizepräsidenten sind die folgenden:
- Vertretung des Präsidenten bei offiziellen Anlässen, wenn dieser verhindert ist,
- Vertretung des Präsidenten, wenn dieser außerhalb des Landes ist.

Der Vizepräsident ist außerdem Mitglied
- des nationalen Sicherheitsrats
- des Militärrats
- des Polizeirats
- des Gefängnisrats

## Liste der Vizepräsidenten
| Nr. | Bild | Name (Lebensdaten)                       | Dauer der Amtszeit | Dauer der Amtszeit          | Dauer der Amtszeit | Partei                       | Präsident           |
| Nr. | Bild | Name (Lebensdaten)                       | Amtsbeginn         | Amtsende                    | Dauer der Amtszeit | Partei                       | Präsident           |
| --- | ---- | ---------------------------------------- | ------------------ | --------------------------- | ------------------ | ---------------------------- | ------------------- |
| 1   |      | Joseph W.S. de Graft-Johnson (1933–1999) | 24 September 1979  | 31 Dezember 1981 (deposed.) | 2 years, 98 days   | People’s National Party      | Hilla Limann        |
| 2   |      | Ekow Nkensen Arkaah (1927–2001)          | 7 Januar 1993      | 7 Januar 1997               | 4 years            | National Convention Party    | Jerry Rawlings      |
| 3   |      | John Atta Mills (1944–2012)              | 7 Januar 1997      | 7 Januar 2001               | 4 years            | National Democratic Congress | Jerry Rawlings      |
| 4   |      | Alhaji Aliu Mahama (1946–2012)           | 7. Januar 2001     | 7. Januar 2009              | 8 Jahre            | New Patriotic Party          | John Kufuor         |
| 5   |      | John Dramani Mahama (1958–)              | 7. Januar 2009     | 24. Juli 2012               | 3 Jahre, 199 Tage  | National Democratic Congress | John Atta Mills     |
| 6   |      | Paa Kwesi Amissah-Arthur (1951–2018)     | 6. August 2012     | 7. Januar 2017              | 4 Jahre, 153 Tage  | National Democratic Congress | John Dramani Mahama |
| 7   |      | Alhaji Mahamudu Bawumia (1963–)          | 7. Januar 2017     |                             | 8,33 Jahre         | New Patriotic Party          | Nana Akufo-Addo     |
| 8   |      | Jane Naana Opoku-Agyemang (1951–)        | 7. Januar 2025     |                             |                    | National Democratic Congress | John Dramani Mahama |

### Demografie
| Vizepräsident                 | Ethnie       | Religion                                            |
| Joseph W. S. de Graft-Johnson | Fante (Akan) | Methodist                                           |
| Kow Nkensen Arkaah            | Fante (Akan) | Methodist                                           |
| John Atta Mills               | Fante (Akan) | Methodist                                           |
| Aliu Mahama                   | Dagomba      | Moslem                                              |
| John Dramani Mahama           | Gonja        | Assemblies of God (aufgewachsen als Presbyterianer) |
| Kwesi Amissah-Arthur          | Fante (Akan) | Methodist                                           |
| Mahamudu Bawumia              | Mamprusi     | Moslem                                              |